# Bill Fairbairn
William John "Bill" Fairbairn (Kanada, Manitoba, Brandon, 1947. január 7. –) kanadai profi jégkorongozó.

## Karrier
Komolyabb junior karrierjét a Brandon Wheat Kingsben kezdte 1963–1964-ben. Ebben a csapatban 1967-ig játszott. Utolsó szezonjában 55 mérkőzésen 142 pontot szerzett. Ezután a CPHL-es Omaha Knightsba került ahol 1969-ig játszott. Közben egy mérkőzésre meghívást kapott az NHL-es New York Rangersbe. 1969–1977 között a Rangers tagja volt. Legjobb szezonjában 30 gólt ütött és 63 pontot szerzett. 1970–1975 között mindig bejutottak a rájátszásba. 1972-ben bejutottak a Stanley-kupa döntőjébe de ott elvéreztek a Boston Bruinsszal szemben. 1976. november 11-én átkerült a Minnesota North Starsba. Ebben a csapatban összesen 57 mérkőzésen szerepelt és 30 pontot szerzett. 1977. október 24-én a St. Louis Blues megszerezte őt de a következő szezonban öt mérkőzés után visszavonult.

## Díjai
- MJHL Második All-Star Csapat: 1967
- CHL Második All-Star Csapat: 1969
- A Manitoba Sports Hall of Fame and Museum tagja: 2007
- Tiszteletbeli tagja a Manitobai Jégkorong Hírességek Csarnokának